# Kreis Saare
Saare (estnisch Saare maakond, deutsch Kreis Ösel) ist ein Landkreis (Maakond) in Estland. Er besteht aus der namensgebenden Insel Saaremaa, den umliegenden Inseln Muhu (Mohn), Abruka (Abro), Vilsandi (Filsand), Ruhnu (Runö) sowie diversen kleineren Inseln. Die einzige Stadt ist das im Süden der Hauptinsel gelegene Kuressaare (Arensburg).

## Gemeindegliederung

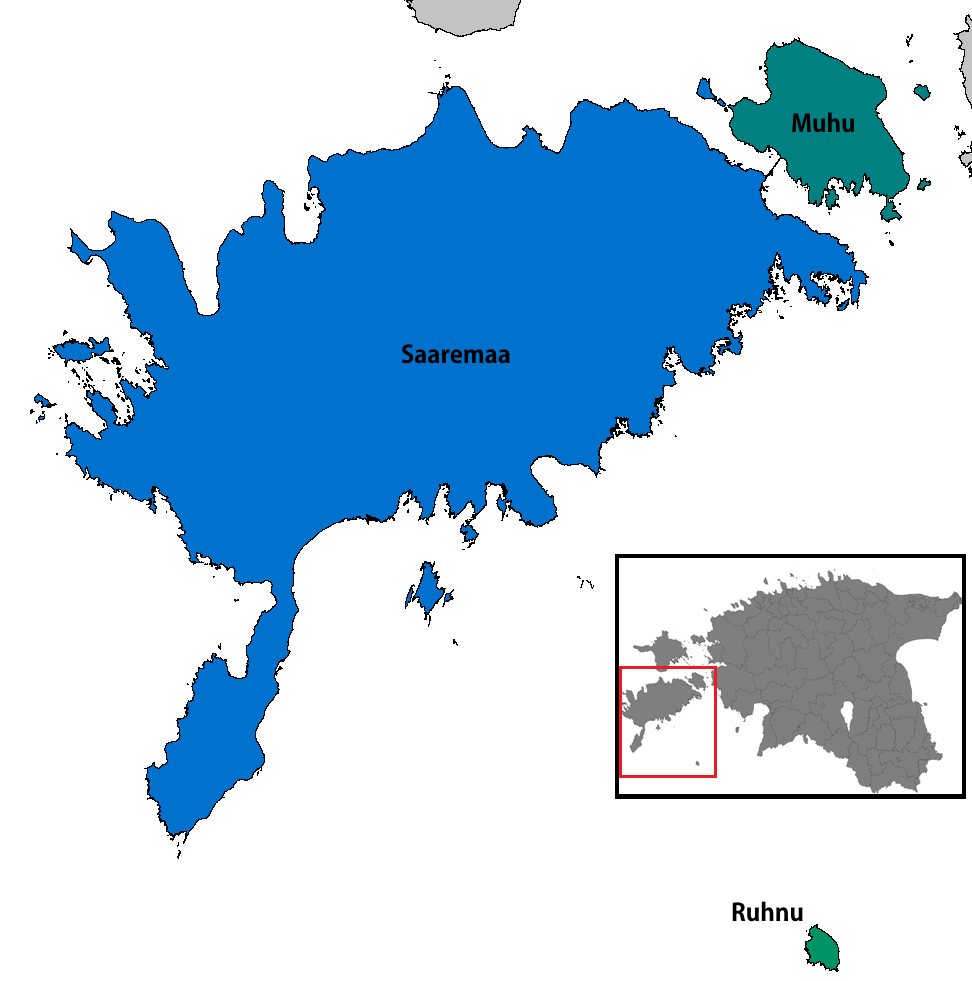
Gemeindegliederung des Kreises Saare (seit 2017)

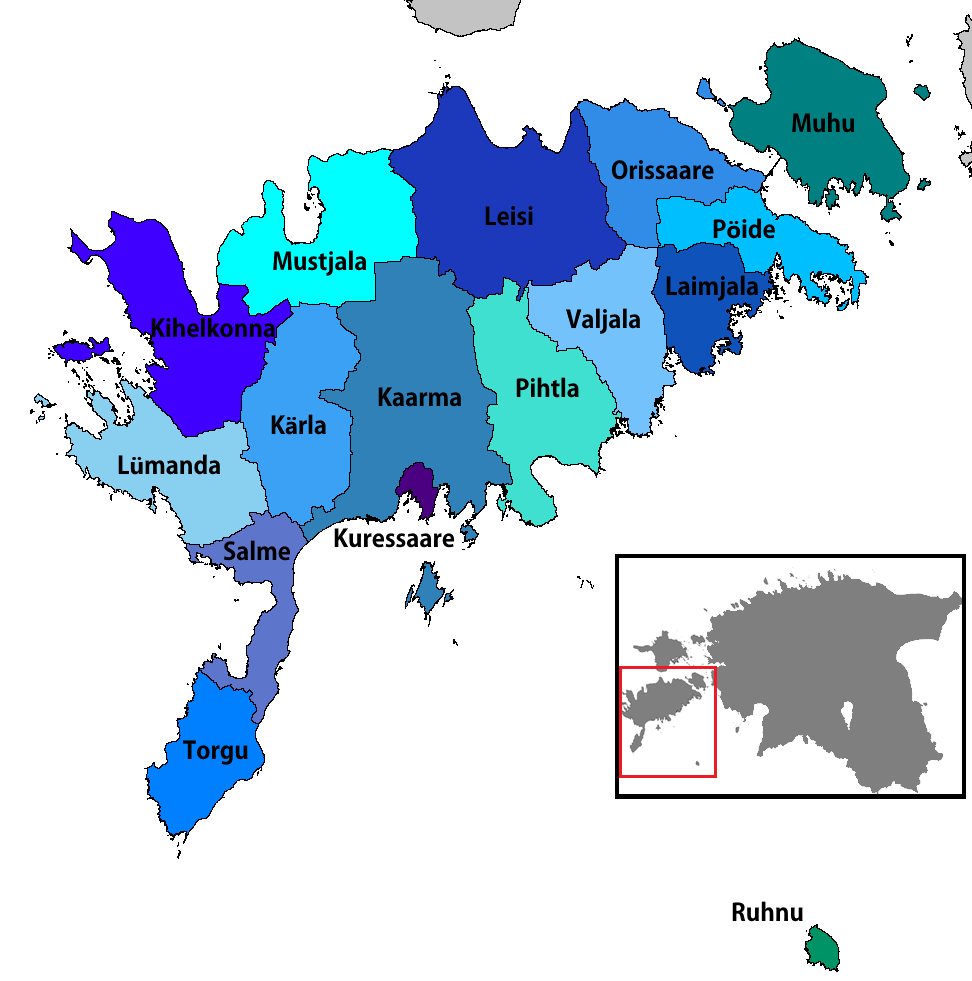
Gemeindegliederung des Kreises Saare (vor 2014)

Der Kreis Saare besteht seit 2017 aus drei Landgemeinden. Alle Gemeinden (außer Muhu und Ruhnu) und die Stadt Kuressaare schlossen sich zur Landgemeinde Saaremaa zusammen.
|   | Gemeinde             | Fläche km² | Einwohner | Bev.- dichte /km² |
| - | -------------------- | ---------- | --------- | ----------------- |
| 1 | Muhu (Mohn)          | 206        | 2.169     | 10,5              |
| 2 | Ruhnu (Runö)         | 11,5       | 72        | 6,3               |
| 3 | Saaremaa             | 2.686      | 37.437    | 13,9              |
|   | Saare Maakond (Ösel) | 2.904      | 39.678    | 13,7              |

Von 2014 bis 2017 bestand der Kreis Saare aus dreizehn Landgemeinden und der Stadt Kuressaare. 2014 hatten sich die Gemeinden Kaarma (Karmel), Kärla (Kergel) und Lümanda (Lümmada) zur Gemeinde Lääne-Saare zusammengeschlossen.
|    | Gemeinde                | Fläche km² | Einwohner | Bev.- dichte /km² |
| -- | ----------------------- | ---------- | --------- | ----------------- |
| 1  | Kihelkonna (Kielkond)   | 246        | 1.097     | 4,5               |
| 2  | Kuressaare (Arensburg)  | 15         | 16.111    | 1.074             |
| 3  | Lääne-Saare (West-Ösel) | 817        | 7.215     | 8,3               |
| 4  | Laimjala (Laimjall)     | 116        | 934       | 8,0               |
| 5  | Leisi (Laisberg)        | 348        | 2.521     | 7,2               |
| 6  | Muhu (Mohn)             | 206        | 2.169     | 10,5              |
| 7  | Mustjala (Mustel)       | 236        | 926       | 3,9               |
| 8  | Orissaare (Orrisaar)    | 136        | 2.391     | 17,6              |
| 9  | Pihtla (Pichtendahl)    | 228        | 1.616     | 7,1               |
| 10 | Pöide (Peude)           | 123        | 1.134     | 9,2               |
| 11 | Ruhnu (Runö)            | 11,5       | 72        | 6,3               |
| 12 | Salme                   | 115        | 1.371     | 11,9              |
| 13 | Torgu (Torken)          | 126        | 468       | 3,7               |
| 14 | Valjala (Wolde)         | 180        | 1.653     | 9,2               |
|    | Saare Maakond (Ösel)    | 2.904      | 39.678    | 13,7              |

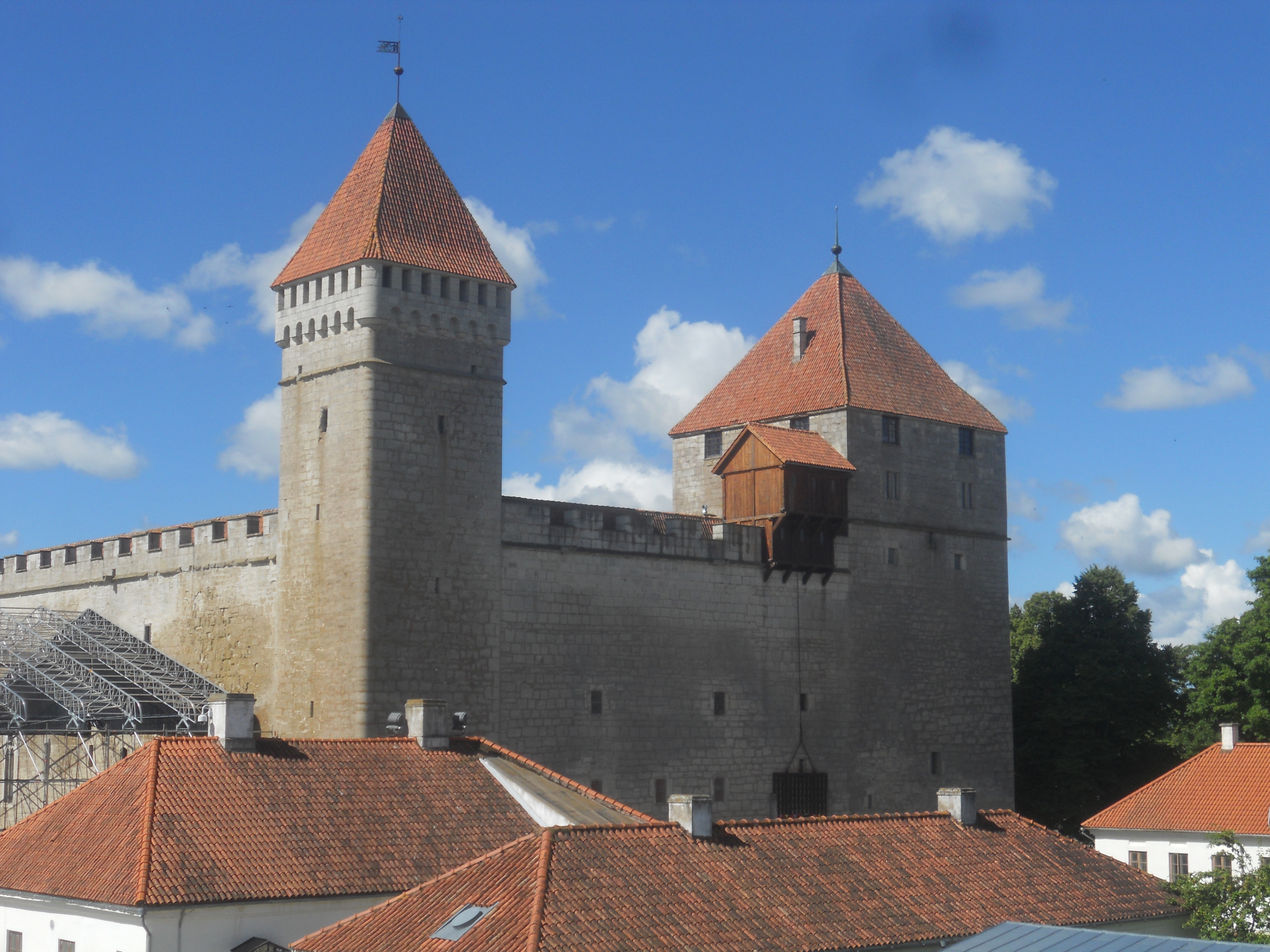
Die Arensburg in Kuressaare
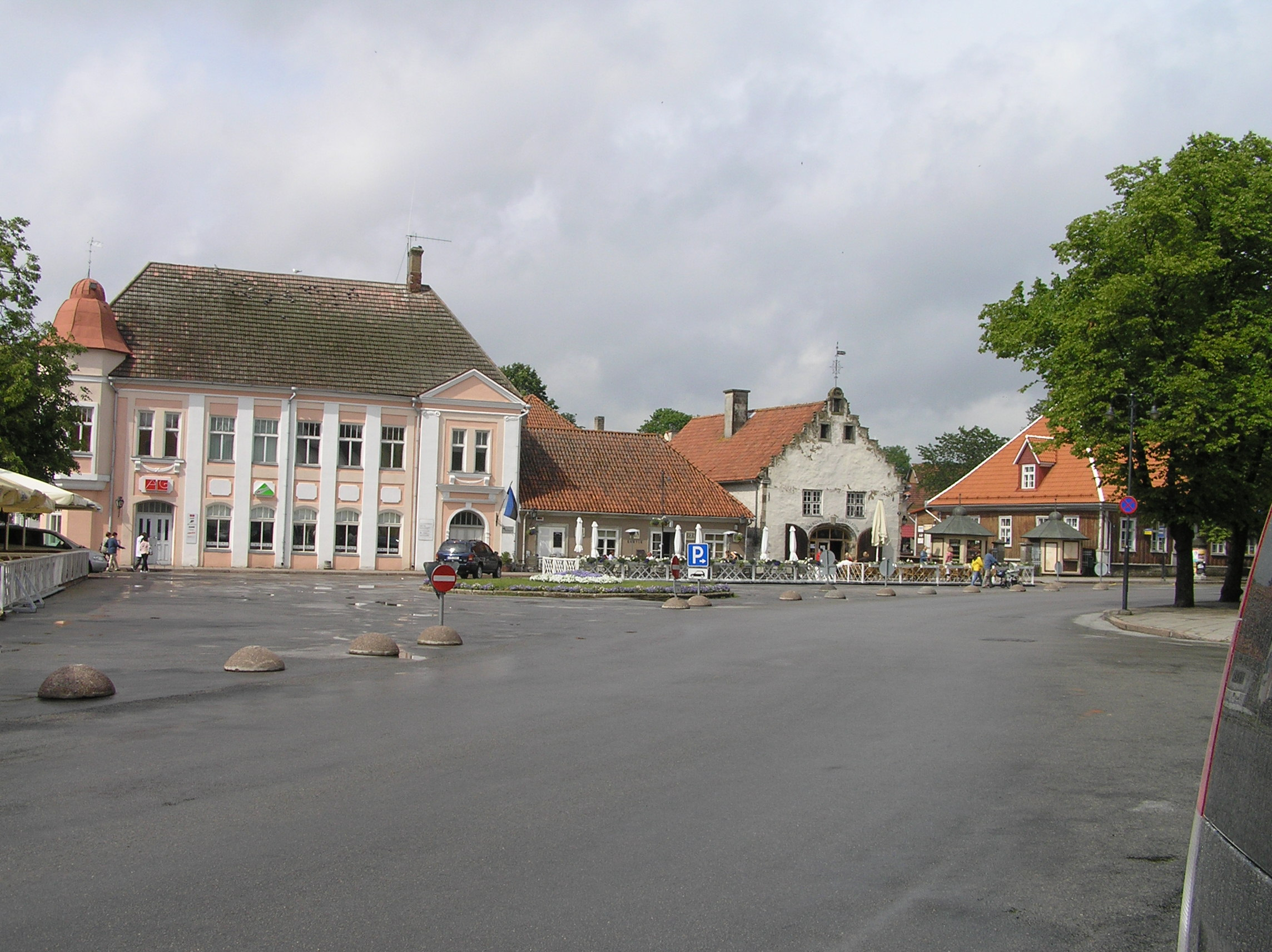
Stadtzentrum von Kuressaare
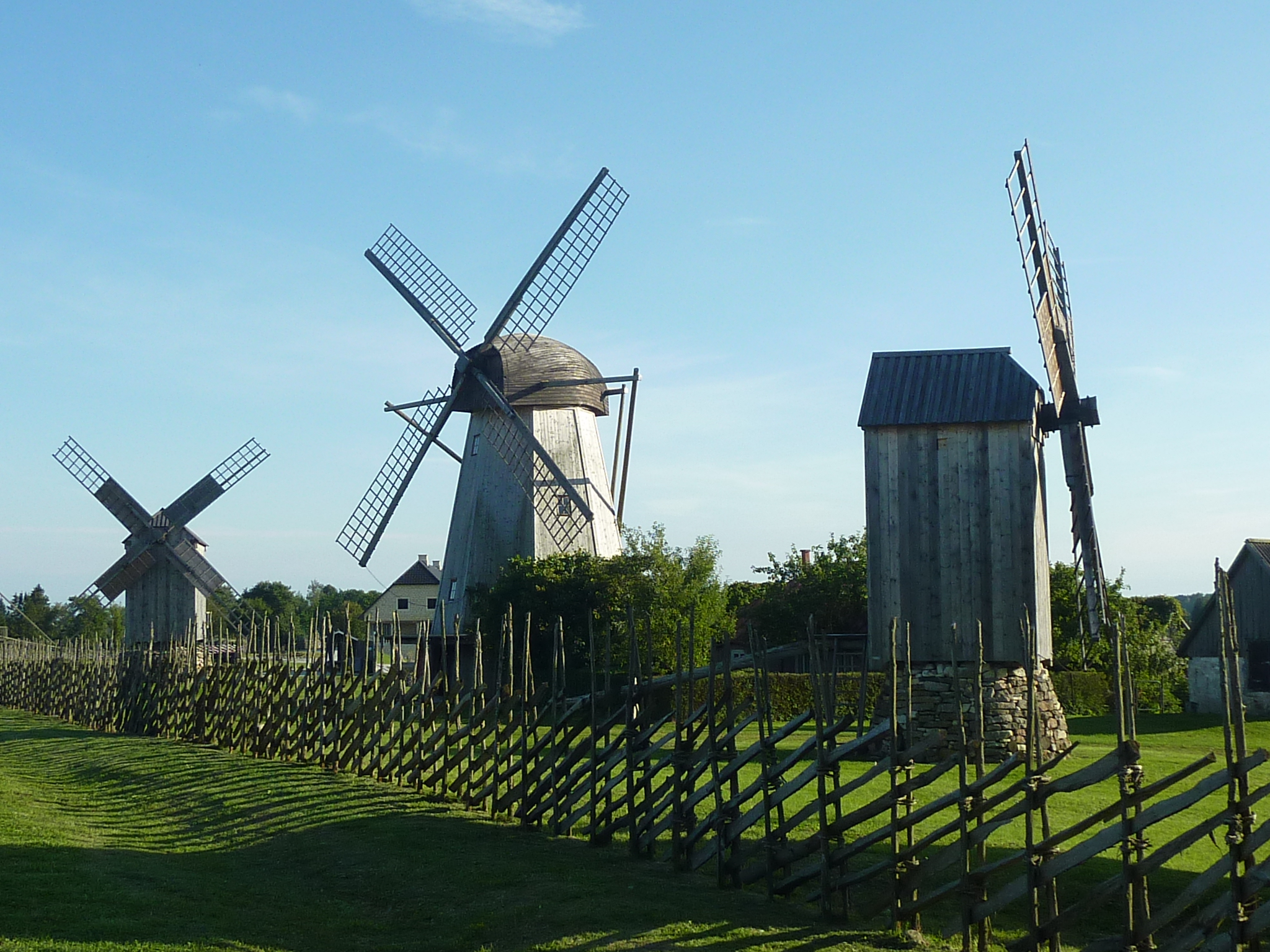
Windmühlen in Angla
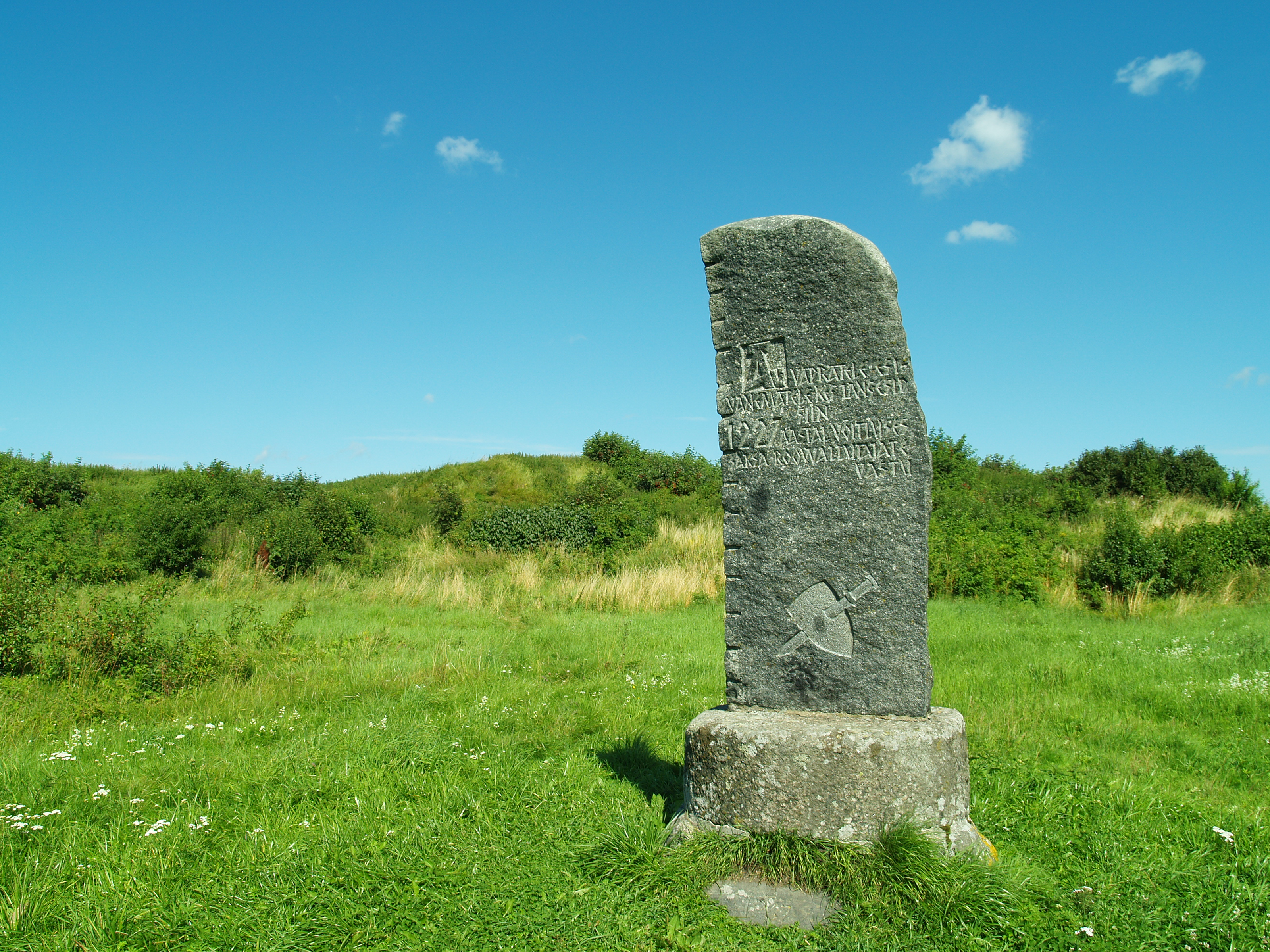
Alt-estnische Wallburg auf Muhu mit Gedenkstein